# Sveti Ivan (Bugarska)
Sveti Ivan (bug. остров св. Иван) je najveći bugarski otok u Crnom moru, s površinom od 0.66 km2. Leži uz bugarsku obalu Crnog mora u blizini Sozopola, grada s bogatom poviješću i popularnog turističkog mjesta, a odvojen je tjesnacem dugim nekoliko stotina metara od malog susjednog otoka Svetog Petra. Budući da je visok 33 m/nm, ujedno je i najviši od svih bugarskih morskih otoka. Nalazi se 920 metara od poluotoka Stolets, gdje se nalazi stari grad Sozopol.

## Povijest
Oko 7.-4. stoljeća pr. Kr., otok su naselili Tračani. Nakon što su Sozopol (Apoloniju) osvojili Rimljani 72. pr. Kr., na otoku je izgrađen svjetionik. Uz tračko svetište, mještani su sagradili Apolonov hram s brončanom Calamisovom statuom visokom 13.2 m, zbog čega se otok lako vidi iz grada. Oko hrama na jugoistočnom dijelu otoka izgrađen je kompleks zgrada, uključujući zdravstvene stanice, gostionice itd.
Sozopol su osvojili Osmanlije zajedno s Carigradom 1453. godine, a samostan je potpuno uništen, ali je kasnije obnovljen u periodu 1467.-1471. Dvadesetih godina 16. stoljeća bio je utočište kozačkim piratima koji su napadali zapadnu obalu Crnog mora. Arheolozi su čak otkrili ostatke kozačke gozbe u crkvi. Osmanlije su u srpnju 1629. uništile preostale građevine na otoku Sv. Ivana kako ih ne bi koristili gusari. Također je igrao ulogu u rusko-turskom ratu 1828.-1829., kada je korišten kao poljska bolnica za ruske vojnike oboljele od kolere, a također je imao i rusko groblje.
Sve do sredine 19. stoljeća, kada ih je najvjerojatnije prirodni fenomen razdvojio, uz njega je najvjerojatnije bio spojen otočić Sveti Petar istočno od Svetog Ivana. Dva mala otočića ili velike hridi postojala su i istočno od Svetog Petra, poznata pod imenima Miloš i Gata; zadnji put su ih opisali ruski ratni dopisnici 1820-ih.
Tu je i svjetionik koji su izgradili francuski inženjeri 1884. godine i koji pokazuje na Burgaski zaljev, koji još uvijek stoji na otoku. Sedamdesetih i ranih osamdesetih godina prošlog stoljeća postojao je projekt izgradnje velikog hotela Balkanturist na Svetom Ivanu, ali je intervencija Todora Živkova to spriječila.
U kolovozu 2010. BBC je izvijestio da su na otoku pronađeni ostaci Ivana Krstitelja. Radiokarbonsko datiranje potvrdilo je da su kosti pripadale čovjeku koji je živio i umro na Bliskom istoku sredinom prvog stoljeća.

## Priroda
Osim povijesnog značaja, otok je od 1993. godine i prirodni rezervat, sa 72 vrste ptica koje se gnijezde na stijenama i oko obale, od kojih su 3 ugrožene u svijetu, a 15 u Europi. Na Svetom Ivanu i susjednom otočiću Svetom Petru nalaze se najveće bugarske kolonije sredozemnog galeba (Ichthyaetus audouinii) i pontskog galeba (Larus cachinnans). Otok Sveti Ivan nastanjuju i druge rijetke vrste, poput sredozemne medvjedice. Stijene na otoku prekrivene su crnim dagnjama. Otok je jedino mjesto u Bugarskoj gdje žive podzemni zečevi.

## Galerija
- Sv. Ivan sa Sv. Petrom i Sveti Kirik u zaljevu Sozopol
- Sv. Ivan
- St. Ivan i Sv. Petar

## Vanjske poveznice
- (engl.) Photos of St. Ivan Island at Sozopol.com